# Nvidia Riva

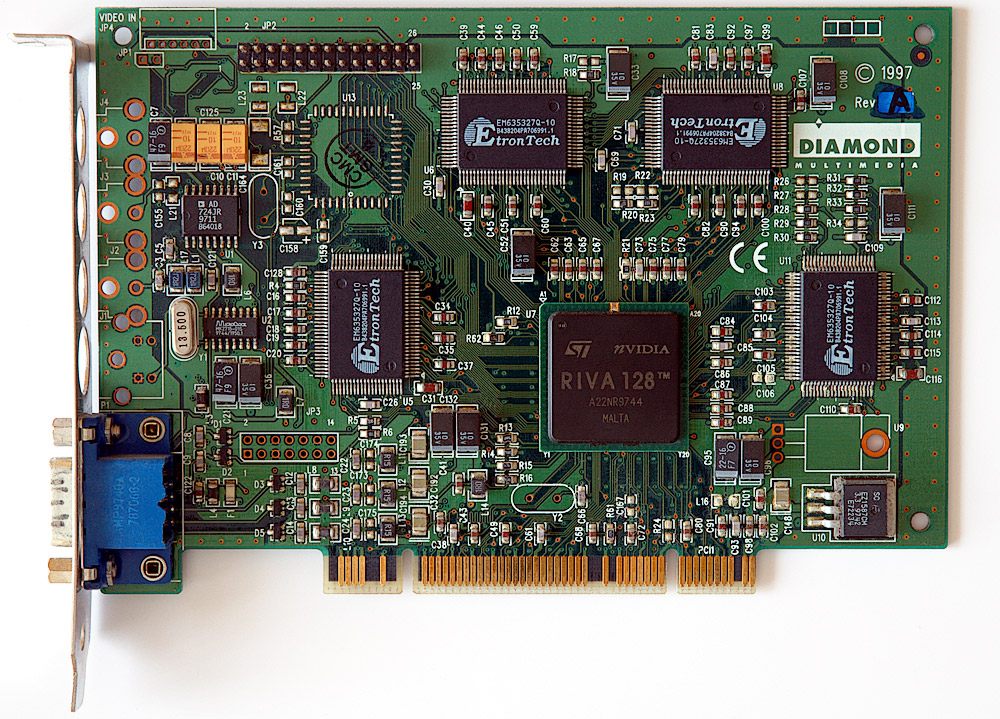
Riva 128

Die Riva-Familie ist die erste Grafikchip-Familie des Grafikchip-Herstellers Nvidia und Nachfolger des ersten Chips NV1. RIVA ist ein Akronym für Real-time Interactive Video and Animation accelerator. Die 1997 eingeführte Riva-Familie wurde von der GeForce-Reihe, beginnend mit der GeForce-256-Serie, abgelöst.

## Familienmitglieder

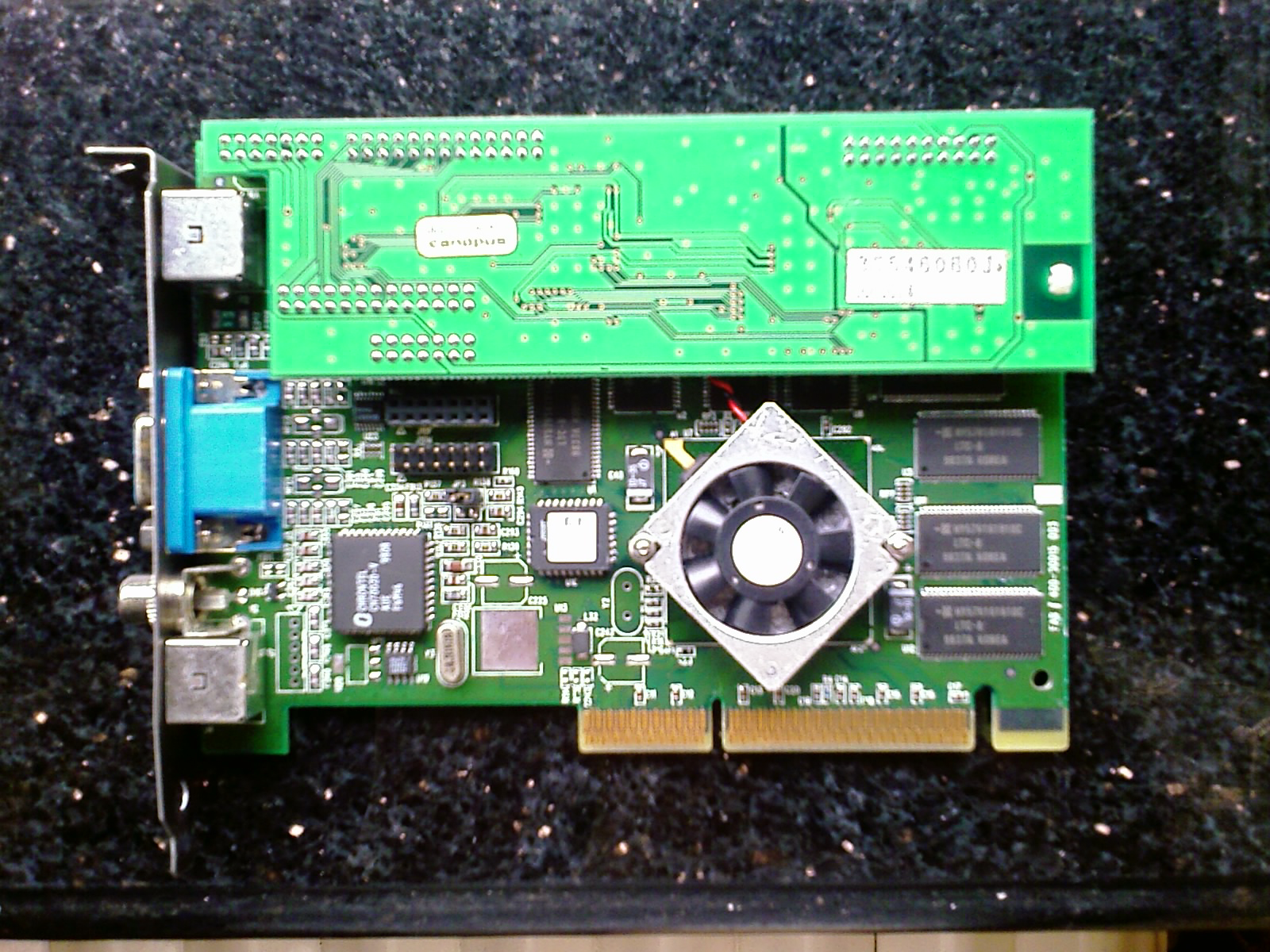
Canopus RIVA TNT AGP

Folgende Grafikchips mit dem Namen Riva wurden verkauft:
- Riva 128
- Riva 128 ZX
- Riva TNT
- Riva TNT 2
- Riva TNT 2 Pro
- Riva TNT 2 Ultra
- Riva TNT 2 M64

Die Abkürzung TNT steht für „TwiN Texel“ (zu deutsch in etwa „zweifache Texel“).
Unter dem Namen Vanta wurde eine Low-Cost-Variante angeboten, die weitestgehend identisch mit den Riva-Chips war:
- Vanta
- Vanta LT

Die damaligen Grafikkarten hatten als Schnittstelle entweder PCI oder AGP. Der Speicherausbau betrug 4, 8, 16 oder 32 MB SD-RAM-Speicher.

## Geschichtliche Bedeutung
Direkte Konkurrenten der Riva-Chips waren damals Produkte von 3dfx, ATI, Trident Microsystems und S3 Inc. Riva 128 war dabei dem damaligen Marktführer 3dfx und dessen Grafikchipsätzen Voodoo Graphics und Voodoo 2 noch unterlegen; das änderte sich aber 1998 mit Riva TNT und vor allem 1999 mit Riva TNT2, zumindest was das Featureset betraf. Leistungsmäßig sollte es bis zur Geforce2 dauern, bis man 3dfx überholen konnte. 
Durch aggressives Marketing erlangte Nvidia die Aufmerksamkeit der Presse, vor allem das neue 32-Bit-Rendering wurde intensiv beworben. So legte Nvidia den Grundstein für den späteren (Marketing-)Erfolg der GeForce-Grafikchips.

## Grafikchips
Innerhalb der Riva-Serie kommen verschiedene Grafikchips zum Einsatz, die sich hauptsächlich in ihren 3D-Fähigkeiten und ihrer Renderpipeline-Konfiguration unterscheiden
| Grafik- chip | Fertigung | Fertigung      | Fertigung   | Renderpipelines | API-Support | API-Support | Bus-Schnittsstelle |
| Grafik- chip | Pro- zess | Transis- toren | Die- Fläche | Pipes x TMU     | DirectX     | OpenGL      | Bus-Schnittsstelle |
| ------------ | --------- | -------------- | ----------- | --------------- | ----------- | ----------- | ------------------ |
| NV3          | 350 nm    | 3,5 Mio.       | 71 mm²      | 1 × 1           | 5.0         | 1.0         | AGP 1x             |
| NV3ZX        | 350 nm    |                |             | 1 × 1           | 5.0         | 1.0         | AGP 2x             |
| NV4          | 350 nm    | 4 Mio.         | 128 mm²     | 2 × 1           | 6.0         | 1.1         | AGP 2x             |
| NV5          | 250 nm    | 15 Mio.        | 63 mm²      | 2 × 1           | 6.0         | 1.1         | AGP 4x             |
| NV6          | 220 nm    |                |             | 2 × 1           | 6.0         | 1.1         | AGP 4x             |

## Modelldaten
| Modell          | Launch | Grafikprozessor (GPU) | Grafikprozessor (GPU) | Grafikprozessor (GPU) | Grafikspeicher | Grafikspeicher | Grafikspeicher | Grafikspeicher    |
| Modell          | Launch | Typ                   | Takt (MHz)            | Füllrate (MT/s)       | Größe (MB)     | Takt (MHz)     | Typ            | Bandbreite (GB/s) |
| --------------- | ------ | --------------------- | --------------------- | --------------------- | -------------- | -------------- | -------------- | ----------------- |
| Riva 128        | 1997   | NV3                   | 100                   | 100                   | 4              | 100            | 128 Bit SDR    | 1,6               |
| Riva 128 ZX     | 1998   | NV3ZX                 | 100                   | 100                   | 8              | 100            | 128 Bit SDR    | 1,6               |
| Riva TNT        | 1998   | NV4                   | 90                    | 180                   | 16             | 110            | 128 Bit SDR    | 1,7               |
| Vanta           | 1999   | NV6                   | 100                   | 200                   | 16             | 110            | 64 Bit SDR     | 0,88              |
| Vanta LT        | 1999   | NV6                   | 80                    | 160                   | 8              | 100            | 64 Bit SDR     | 0,8               |
| Riva TNT2 M64   | 1999   | NV5M64                | 120                   | 240                   | 16 32          | 125            | 64 Bit SDR     | 1,0               |
| Riva TNT2       | 1999   | NV5                   | 125                   | 250                   | 32             | 150            | 128 Bit SDR    | 2,4               |
| Riva TNT2 Pro   | 1999   | NV5                   | 143                   | 286                   | 32             | 166            | 128 Bit SDR    | 2,7               |
| Riva TNT2 Ultra | 1999   | NV5                   | 150                   | 300                   | 32             | 183            | 128 Bit SDR    | 2,9               |